# Concili de Basilea, Ferrara i Florència
|  | Per a altres significats, vegeu «tractat de Florència». |

El Concili de Basilea, Ferrara i Florència va ser convocat pel papa Martí V el 1431 (l'últim any del seu pontificat), de conformitat amb el Decret Frequens del Concili de Constança, que preveia la realització periòdica d'un concili de l'Església Catòlica (la seva localització inicial a Basilea (Suïssa), va ser deguda al desig dels participants de desenvolupar les sessions fora dels territoris dominats per les grans potències per evitar influències externes al mateix concili i que, en aquella època, Suïssa era catòlica).
Es va iniciar a Basilea el 1431, es va traslladar a Ferrara el 1438 i a l'any següent a Florència, on finalitzaria de manera definitiva el 1449. Mentrestant el Concili es va mantenir reunit a la ciutat de Basilea amb el papa rebel, arribant a deposar Eugeni IV i elegir l'antipapa Fèlix V. És considerat per l'Església Catòlica com el XVII Concili Ecumènic, i el novè dels celebrats a Occident.

## Basilea

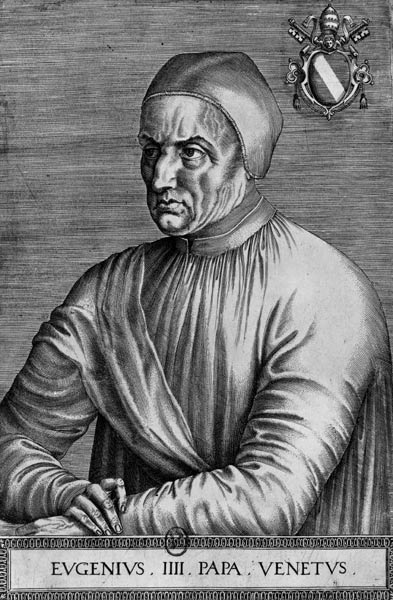
Eugeni IV.

Martí V va designar per presidir el concili el cardenal Julián Cesarini, iniciant-se les sessions el 23 de juliol de 1431 ja sota el pontificat d'Eugeni IV en haver mort Martí el 20 de febrer d'aquell mateix any.
El concili es va dividir en quatre comissions, cada unes de les quals va abordar un dels objectius previstos en la convocatòria. Així una comissió es va ocupar dels problemes de la fe, amb els objectius principals de l'heretgia husita i la unió amb l'Església Ortodoxa; una altra va treballar en la consecució de la pau entre els regnes cristians, sobretot en els conflictes entre França i Anglaterra d'una banda i entre els regnes ibèrics per un altre; una tercera comissió es va dedicar a la reforma de l'Església; i la quarta als assumptes generals.
Immediatament van començar a prendre's decisions com l'obligació de celebrar dos concilis provincials per any i, sobretot, i malgrat l'opinió papal, l'acord amb els husites als que se'ls va permetre, mitjançant la publicació del decret Compactata, rebre la comunió en ambdues espècies (pa i vi) a les zones on aquest costum s'hagués implantat. El concili s'impregna així de conciliarisme, doctrina iniciada en l'anterior Concili de Constança que donava preeminència als decrets aprovats en les assemblees conciliars davant les decisions del Papa com a monarca absolut de l'Església.
El 18 de desembre, Eugeni IV, davant del caire que estaven prenent les sessions decideix dissoldre el concili. Tanmateix, els participants a Basilea, reforçats en la seva doctrina conciliarista, es neguen a reconèixer la bula de dissolució i mantenen el concili viu fins que, el 15 de desembre de 1433, el Papa, pressionat per l'emperador del Sacre Imperi, nombrosos monarques i amb el col·legi cardenalici en contra, es veu obligat a anul·lar la bula de dissolució.

## Ferrara
Quan el concili intenta solucionar el Cisma d'Orient i Occident, Eugeni IV veu una oportunitat de finalitzar un concili que pretén acabar amb l'absolutisme pontifici, en sorgir una discussió sobre si el lloc adequat per tractar el tema de la unió de l'Església Catòlica i l'Església Ortodoxa era Basilea o un altre lloc més accessible a la legació grega que havia de participar en les deliberacions.

escut d'armes d'Eugeni IV

De fet, a Itàlia va arribar una nodrida delegació romana d'Orient, per tractar la reunificació de l'Església Llatina i les esglésies ortodoxes com a condició prèvia per l'ajut occidental a Constantinoble i de tot l'Imperi Romà d'Orient, assetjat pels turcs otomans. Van formar part de la delegació de l'emperador Joan VIII Paleòleg i el seu germà Demetri Paleòleg, el patriarca de Constantinoble Josep II i un nombre indeterminat de bisbes i teòlegs, entre els quals destaquen Giovanni Bessarione i Isidor de Kíev
Van sorgir ciutats candidates com Avinyó, Udine i Florència, ciutat aquesta última on residia el Papa després de veure's obligat a abandonar Roma pels conflictes en els quals es trobava immersa. Però l'elegida serà Ferrara.
Eugeni IV, sentint-se reforçat en la seva posició després d'aquest èxit, va promulgar el 1436 el Libellus apologeticus , una ferotge crítica al que es va aconseguir a Basilea i posteriorment, el 18 de setembre de 1437, va ordenar el trasllat del concili a Ferrara on s'iniciaran les sessions el 8 de gener de 1438.
Tot i que una petita part dels reunits a Basilea va acatar l'ordre papal i es van traslladar a la nova seu conciliar, la gran majoria es va negar a obeir i decideixen continuar reunits i declarar, el 25 de juliol de 1439, deposat al papa acusant-lo de cismàtic i herètic.

## Florència
El 6 de juliol de 1439, Eugeni IV va aconseguir que el concili es traslladi a Florència, on tenia fixada la seva residència. Allà rep la notícia que Basilea, on segueixen reunits en concili, ha procedit a elegir, el 5 de novembre, un nou papa que adoptarà el nom de Félix V.
Reunit amb els llegats l'Església Ortodoxa i amb l'emperador romà d'Orient Joan VIII Paleòleg s'assoleix, mitjançant la firma de la bula Laetentur Coeli, la unificació d'ambdues Esglésies. La reunificació, però, va suposar acords en dogma i disciplina, però van ser insalvables les diferències en el pla litúrgic.
Les sessions a Florència van continuar fins al 1445, aconseguint el Papa Eugeni frenar els avenços conciliaristes aconseguits.
Mentre, a la Catedral de Basilea les sessions s'estendran fins al 25 d'abril de 1449, data en què es dissol espontàniament el concili després de l'abdicació de l'antipapa Felix.

## Resultats i conseqüències
En realitat, aquest acord segueix sent en gran part només sobre el paper. És més el resultat de la desesperada temptativa de l'emperador romà d'Orient d'obtenir ajuda d'Occident a la vista del setge cada vegada més a prop de la capital turca (l'Imperi Romà d'Orient va caure poc després de 1453). Els resultats del concili no van ser ratificats, de fet, en tornar a Constantinoble la delegació romana d'Orient, dos terços dels bisbes i dignataris signants (21 / 31) es retractaren del suport i van negar l'acord, entre altres coses, representacions de la comunitat grega i no de renunciar als seus litúrgica i teològica tradicions sotmetre a la "diadema" papal preferit "el turbants, en certa manera més tolerant dels otomans
Hongria i Polònia, però, es va comprometre a promoure els dictats del Concili, la gestió per posar sota Roma la important comunitat ortodoxa que reuneix avui més de 6 milions de persones, principalment a Ucraïna i l'exHongria (Eslovàquia, Transsilvània).
L'arribada de distingides personalitats reafirmaren la importància de Florència a Europa i l'exòtica desfilada de dignataris estrangers va tenir un impacte significatiu sobre els artistes de la ciutat, segons es mostra a la Capella dels Reis Mags, de Benozzo Gozzoli. Sens dubte, també va influir en Piero della Francesca, Filarete i a Ferrara en Pisanello. Alguns historiadors de l'art veuen una relació directa del pas de la cultura del Neoplatonisme romà d'Orient, amb un motor del Renaixement a Occident.